# Prima battaglia di Cobadin
La prima battaglia di Cobadin, conosciuta anche come prima battaglia della linea Rasova-Cobadin-Tuzla, fu uno scontro della prima guerra mondiale che ebbe luogo tra il 17 e il 19 settembre e vide contrapposte la 3ª armata bulgara alla cosiddetta "Armata della Dobrugia" russo-rumena. La battaglia terminò con una vittoria delle forze dell'Intesa ed obbligò gli Imperi centrali a rallentare la loro offensiva e ad assumere un atteggiamento difensivo fino alla metà di ottobre di quell'anno.